# Cristian Scutaru
Cristian Scutaru (n. 13 aprilie 1987, Reșița, Caraș-Severin, România) este un jucător de fotbal român care evoluează pentru echipa Politehnica Timișoara.